# Lévy-Le Pen HB2
Il Lévy-Le Pen HB2 (conosciuto anche come Georges Lévy G.L.40) fu un idrovolante biplano da ricognizione marittima sviluppato dall'azienda aeronautica francese Hydravions Georges Lévy  di Argenteuil nella seconda metà anni dieci del XX secolo e prodotto in grande serie.

## Storia del progetto

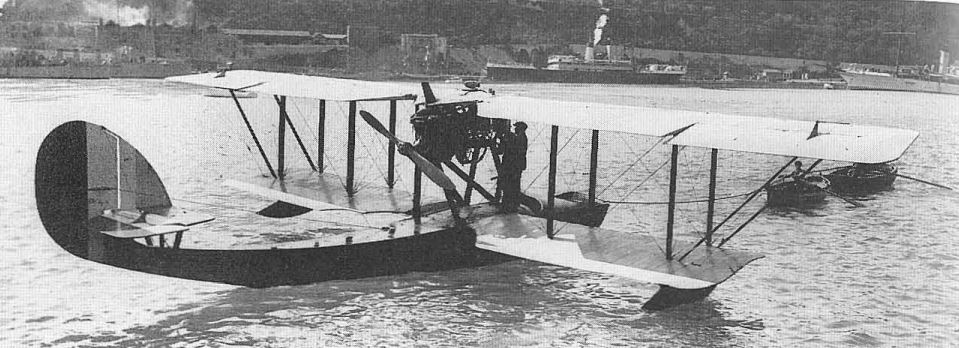
Un idrovolante Georges Lévy G.L.40.

Sotto la direzione dell'ammiraglio Lucien Lacaze nel gennaio 1916 la Marine nationale emise una specifica relativa a un idrovolante da sorveglianza e lotta antisommergibile capace di operare in alto mare. La tragedia dell'affondamento del transatlantico RMS Lusitania era appena avvenuta e la costruzione di velivoli per contrastare l'attività dei sottomarini tedeschi era divenuta una necessità impellente. 
L'ufficio tecnico della Hydravions Georges Lévy di Argenteuil, formato dall'ingegnere Maurice Jules-Marie Le Pen (1889-1919), dall'ingegnere Maurice Blanchard e da Georges Lévy, in risposta alla specifica, iniziò a progettare un nuovo modello di idrovolante a scafo centrale da pattugliamento marittimo e bombardamento che fu designato HB2. Il prototipo fu completato nell'autunno del 1917, propulso da un motore Renault da 280 CV, primo velivolo francese capace di trasportare le bombe torpedini tipo G da 70 kg. Trasferito al C.E.P.A. (Commission d'Etudes Pratiques d'Aéronautique) di Saint-Raphaël, i collaudi diedero esito positivo, e il 3 gennaio 1918 la Marine nationale emise un ordine per la produzione di 500 esemplari. A quest'ordine ne seguirono altri due, uno per 50 apparecchi da costruire su licenza presso la Latham a Caudebec-en-Caux il 29 maggio 1918, e uno per 200 esemplari da costruirsi presso la Donnet, nell'Île de la Jatte, a Neuilly-sur-Seine.

## Tecnica
Idrovolante da ricognizione e pattugliamento marittimo a scafo centrale, e galleggianti stabilizzatori montati sotto l'ala inferiore. Biplano con formula sesquiplana, di costruzione completamente lignea. Il motore Renault 12Fe a 12 cilindri a V raffreddato a liquido erogava la potenza di 300 hp (224 kW) e azionava un'elica bipala lignea. Il motore era installato in posizione centrale, a livello del piano mediano. L'equipaggio era composto da due persone, pilota e mitragliere/osservatore, posizionati in abitacoli aperti. L'armamento comprendeva una singola mitragliatrice Lewis calibro 7,7 mm, installata su un supporto girevole nella parte anteriore di prua. Il carico di bombe raggiungeva circa 100 kg (due torpedini marine del tipo F da 52 kg).

## Impiego operativo

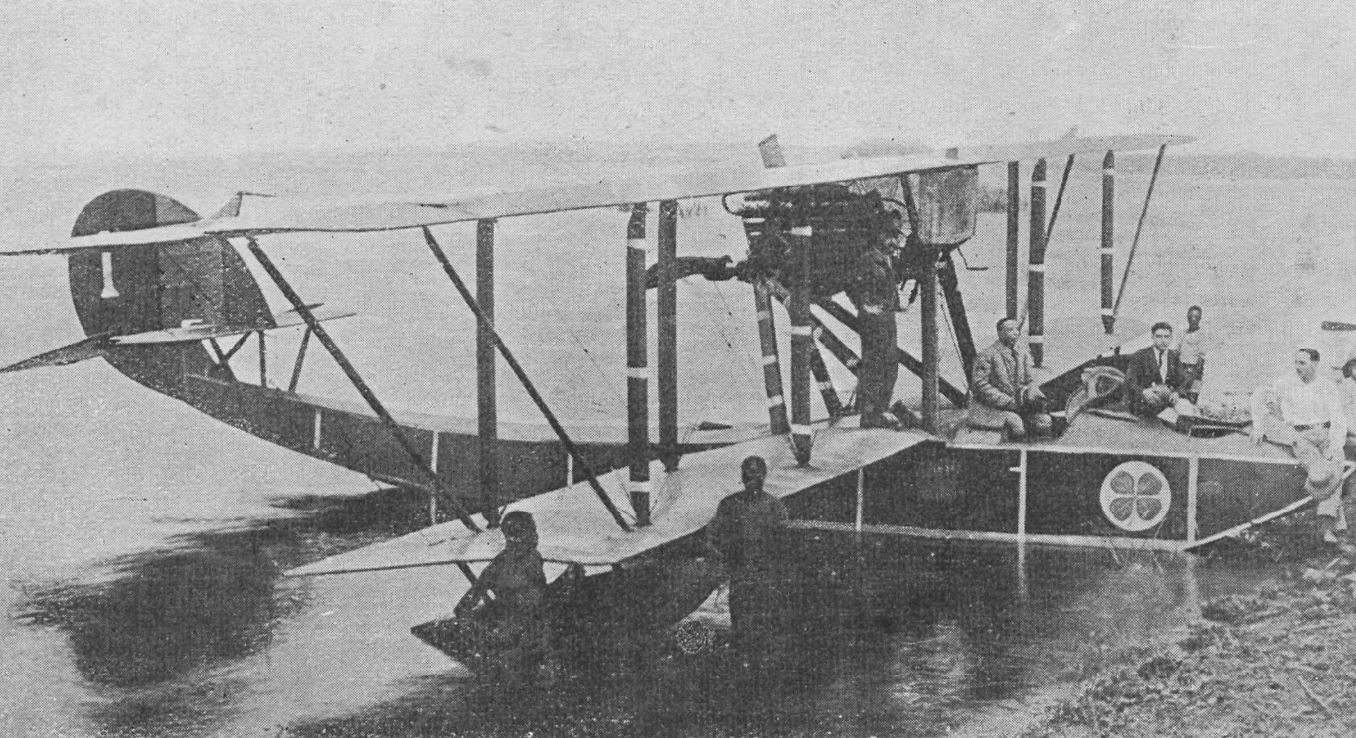
Un Farman G.L. da trasporto passeggeri, apparso sulla rivista L'Aéronautique nel dicembre 1922.

I primi esemplari di Lévy–Le Pen HB2 sono inviati al Centre d'Aviation Maritime (CAM) di Lorient nel giugno del 1918, e tale tipo fu subito considerato il migliore della categoria. All'atto della firma dell'armistizio di Compiègne, avvenuta l'11 novembre, ne risultavano consegnati 150 esemplari, e la commessa riguardante i primi due ordini fu onorata nel corso del 1919. Al 31 dicembre di quell'anno risultavano consegnati alle squadriglie 550 HB2. I primi esemplari dotati di motore Renault da 300 CV entrarono in servizio nel corso del 1919, e il modello restò in servizio fino al 1926, quando gli ultimi esemplari vennero definitivamente radiati.  Un idrovolante HB2 equipaggiato con motore Renault da 300 CV, con equipaggio formato da Lefranc e Rouhaud, tra il novembre 1919 e il febbraio 1920 fu protagonista del primo collegamento aereo tra la Francia e il Senegal. Nel maggio 1920 un idrovolante HB2 corse nel Grand Prix di Monaco classificandosi al primo posto. Il primo HB2 civile ottenne il suo certificato di navigabilità nel corso del 1920 con immatricolazione F-ABDB. Un secondo HB2 fu utilizzato da una compagnia aerea francese nel corso del 1923. Nove HB2, immatricolati da F-CFBA a F-CFBI, vennero venduti a compagnie aeree francesi nel corso degli anni 1920; l'apparecchio con matricola F-CFBA apparteneva alla Compagnie Aérienne Franco-Bilbaïne.  Per il mercato degli idrovolanti da trasporto civile la società Farman di Billancourt produsse gli HB2 su licenza all'inizio degli anni 1920, equipaggiati con motore Renault da 450 CV fino ai primi anni trenta. Questi aerei divennero noti con la sigla Georges Lévy type R (Renault), erano capaci di trasportare 4 passeggeri, o 400 kg di merci, e sono stati usati in Francia, Algeria, Grecia, Marocco, Senegal e Tunisia.

### Belgio
Nel febbraio 1920 il governo del Belgio costituì il Cenac (Comite d'Etudes pour le Navigation Aerienne au Congo) al fine di favorire lo sviluppo del trasporto aereo nell'allora Congo belga. Il Cenac fu poi trasformato nella Ligne Aérienne du Roi Albert (LARA). Essa gestiva sei idrovolanti Levy-Le Pen HB2 impiegati lungo il fiume Congo da Leopoldville a monte di Stanleyville, coprendo una distanza di 1.725 chilometri.  I voli di collegamento iniziarono nel giugno 1921 e furono interrotti uno o due anni dopo.

### Finlandia
Nell'ottobre 1919 la Suomen ilmavoimat acquistò 12 esemplari usati del Levy-Le Pen HB2 che furono utilizzati sino al 1923. Tre aerei andarono persi in incidenti con la morte dei piloti, e la macchina venne soprannominata in Finlandia "bara volante". Il pilota più esperto dell'aeronautica finlandese, capitano Väinö Mikkola, scrisse in un rapporto che il velivolo era rivestito di un compensato così sottile che anche un piccolo urto avrebbe causato un notevole danno nella fusoliera. Sebbene il compensato utilizzato fosse leggero, l'aereo pesava a pieno carico oltre 2 000 kg e il personale aveva difficoltà nello spostarlo a terra. Il motore da 300 CV consumava molto carburante e l'aereo aveva un'autonomia di sole tre ore. Invece del normale olio motore, il propulsore doveva essere riempito con olio di ricino, e ottenerlo era un problema in un paese così remoto come lo era la Finlandia negli anni venti del XX secolo.

### Portogallo
Verso la fine del 1917, in piena prima guerra mondiale, il governo portoghese autorizzò la Francia a installare un Centro de Aviação Naval (CAN)  a São Jacinto, vicino Aveiro, formato da personale e velivoli francesi. Il CAN iniziò ad operare con 8 idrovolanti Donnet-Denhaut DD-8, a cui si aggiunsero 2 Georges-Lévy GL-40 HB2. I velivoli iniziarono ad operare in Portogallo  dall'aprile 1918, svolgendo missioni di pattugliamento marittimo fino all'11 novembre dello stesso anno, giorno in cui terminò la guerra. Poco tempo dopo il distaccamento francese fu disattivato e l'Aviação Naval ricevette le strutture e il materiale di volo esistente. I due Georges-Lévy GL-40 HB2 si trovavano in pessime condizioni di conservazione. L'11 marzo 1920 il GL-40 nº 58 stava volando da Aveiro a Lisbona, in condizioni meteorologiche avverse, quando il motore andò in avaria, costringendo il pilota ad un ammaraggio di emergenza a San Pedro de Moel, danneggiando la struttura dell'aereo. Non avendo mezzi di comunicazione diretti il pilota inviò un piccione viaggiatore con una richiesta di soccorso urgente che fu catturato a Montemor-o-Velho, ma uno sciopero dei servizi telegrafici delle poste impedì l'immediata trasmissione del messaggio, che fu ricevuto dall'Aviação Naval il giorno 13. Nel frattempo l'aereo è affondato andando totalmente perduto con la perdita dei tre membri  dell'equipaggio. L'altro GL-40 fu messo fuori servizio nel 1920. Ci sono riferimenti che nel 1921 l'Aviação Naval abbia acquisito sei Georges-Lévy GL.40 HB2 sul mercato delle eccedenze belliche francesi, ma che, trasportati via mare in casse, non siano mai riusciti a volare a causa dei danni subiti durante il viaggio.

### Perù
La Fuerza Aérea del Perú acquistò due 2 velivoli consegnati nel 1920 all'Escuela de Hidroaviación di Ancón. All'inizio del 1921, il capitano di fregata Juan Leguía Swayne propose ai suoi superiori la realizzazione di un ambizioso volo a tappe tra il porto di Ancón e la città di New York. Leguía scelse come mezzo per effettuare questo volo un idrovolante Georges-Levy GL.40HB.2, a quel tempo l'aereo con la maggiore autonomia del Corpo di aviazione navale della Marina peruviana. Il volo prevedeva le seguenti tappe Ancón-Talara, Talara-Santa Elena (Ecuador), Santa Elena-Buenaventura (Colombia), Buenaventura-Panama (Panama), Panama-Colón, Colón-Kingston (Giamaica), Kingston-L'Avana (Cuba), Havana-Key West (Florida, USA) e infine Key West-New York. Il meccanico americano Walter A. Jawielski lo avrebbe accompagnato nel suo viaggio.
Dopo aver completato la pianificazione del volo e ricevuto l'autorizzazione del suo governo, Leguía e Jawielski decollarono a bordo del GL.40B.2 (matricola 127) il 17 febbraio 1921; il volo si interruppe dopo quattro ore per un guasto al radiatore, che costrinse il pilota ad atterrare al porto di Salaverry, a La Libertad, situato a circa settecento chilometri a nord di Lima. Una attenta revisione rivelò danni a parti critiche dell'unità, per cui Leguía contattò per telegrafo Ancón chiedendo l'invio di un radiatore sostitutivo, che impiegò cinque giorni per arrivare. Sostituito il pezzo, durante il successivo decollo il velivolo fu costretto ad un ammaraggio di emergenza a causa dell'insorgere di forti vibrazioni, che venne poi scoperto, causate da una crepa apparsa sull'elica. Sostituita l'elica, dopo altri cinque giorni il velivolo proseguì per Talara, dove in fase di ammaraggio un'onda colpì l'aereo provocando danni all'ala sinistra che ne giustificarono la riparazione. Fu solo il 15 marzo che, completata la riparazione, l'idrovolante decollò per arrivare a Santa Elena qualche ora dopo. Presso questa cittadina, però, gli aviatori peruviani riscontrarono la totale mancanza di collaborazione da parte delle autorità locali che non consentirono il rifornimento dell'aereo. A questo punto Leguía decise di interrompere il volo e, imbarcato l'aereo sul piroscafo SS Europa, rientrò a Callao.

### Stati Uniti d'America
Il 7 giugno 1918 12 velivoli Lévy-Le Pen HB-2  vennero consegnati all'United States Naval Aviation per essere utilizzati sulla base di Le Croisic in Francia.  Essi rimasero operativi fino all'11 novembre dello stesso anno. Tre esemplari (matricole A-5650/5651 e A-5657) vennero trasferiti negli Stati Uniti d'America dopo la fine del conflitto.

## Utilizzatori

### Militari
Finlandia
- Suomen ilmavoimat

 Francia
- Marine nationale

 Perù
- Fuerza Aérea del Perú
- Marina de Guerra del Perú

 Portogallo
- Aviação Naval

 Stati Uniti
- United States Naval Aviation

### Civili
Belgio
- Ligne Aerienne du Roi Albert

 Francia
- Compagnie Aérienne Franco-Bilbaïne

### Annotazioni
1. ↑  Maurice Jules-Marie Le Pen nato a Lorient, Morbihan, Francia nel 1889, e rimasto ucciso in un incidente automobilistico nel 1919, aveva lavorato per la fabbrica di propulsori Gnôme a Gennevilliers.
2. ↑  Si trattava della più grossa commessa emessa dalla Marine nationale nel corso della Grande Guerra, davanti a quella per 550 esemplari del Donnet-Denhaut DD-9 e a quella per 500 esemplari di FBA Type H.
3. ↑  Si trattava del 2º tenente Alberto Augusto Xavier,  1º fuochista Manuel Dias e 1º Artigliere José Laranjinha.
4. ↑  Si trattava degli esemplari matricole GL13, GL16, GL20, GL21, GL27, GL28, GL29, GL30, GL60, GL83, GL84, e GL85.

### Fonti
1. 1 2  Hirschauer, Dollfus 1921, p. 41.
2. 1 2 3 4 5 6 7 8 9  Airwar.
3. 1 2 3 4 5 6 7 8 9 10 11 12  Hydroretro.
4. 1 2 3  L'Aéronautique n.43, dicembre 1922-gennaio 1923, p. 14.
5. 1 2  Parrochia 2003, p. 132.
6. ↑  Guilbaud 2020, p. 57.
7. 1 2 3  Flyingmachines.
8. 1 2 3 4 5  Theaerodrome.
9. 1 2 3 4 5 6 7 8 9  Altimagem.
10. ↑  Aeroflight.
11. 1 2 3 4 5 6 7 8 9 10  Alasandinas.
12. 1 2  Swanborough, Bowers 1976, p. 552.